# Klootschießerkreis I Butjadingen
Der Klootschießerkreis I Butjadingen ist ein Zusammenschluss von 14 Klootschießer- und Boßelvereinen in der nördlichen Wesermarsch, zumeist auf der Butjadinger Halbinsel. Er ist ein eingetrager Verein. Die Hauptaufgabe ist die Organisation des Boßel-Ligenspielbetriebes und der Klootpunktrunde. Hinzu kommt noch die Ausrichtung der Kreiseinzelmeisterschaften, das Kreispokalwerfen und das Schleuderballwerfen. Der 1906 gegründete Klootschießerkreisverband I Butjadingen e.V. übernahm die Aufgabe, die alten friesischen Volksspiele Klootschießen und Boßeln in der nördlichen Wesermarsch zu erhalten und zu fördern. Dadurch wird eine Jahrhunderte alte Tradition bewahrt und gepflegt. Der Verband ist Mitglied im Klootschießerlandesverband Oldenburg (KLVO) und im Friesischen Klootschießerverband (FKV).

## Geschichte
Zuerst durch die Jade, später durch den Jadebusen, zeitweise als Insel und heute als Halbinsel vom restlichen Ostfriesland getrennt, entwickelte sich der Klootschießersport in Butjadingen in leicht abgewandelter Form, so war das Abwurfbrett hier nicht im Einsatz. Bis 1900 wurde der Spielbetrieb (ausschließlich Auswahlwerfen für Feldkämpfe) in den jeweiligen Ämtern organisiert. Diese rekrutierten ihre Werfer aus den einzelnen Kirchspielen. Grundsätzlich besteht diese Organisationsstruktur noch heute, das damalige Amt Butjadingen entspricht dabei dem heutigen Klootschießerkreis Butjadingen, während die Ämter Ovelgönne und Brake dem heutigen Klootschießerkreis Stadland entsprechen.
Im Zuge der Entstehung immer besser organisierter Turnvereine bildeten sich Ende des 19. Jahrhunderts, Anfang des 20. Jahrhunderts erste Vereine in den Kirchspielen. Diese wurden 1902 vom FKV-Gründer Hinrich Dunkhase im Friesischen Klootschießerverband als Klootschießerverein 1 Butjadingen vereint. 4 Jahre später, 1906, nachdem sich innerhalb kurzer Zeit in den einzelnen Kirchspielen immer mehr lokale Klootschießervereine gründeten, wurde der Klootschießerkreisverband 1 Butjadingen gegründet.
In diesen Gründungszeiten erlebte das Klootschießen seine populärste Phase, zu den im Winter stattfindenden Feldkämpfen und Klootschießerfestspielen kamen tausende, nicht selten auch zehntausende Zuschauer. Der Höhepunkt war damals schon der Feldkampf Stad- und Butjaarland gegen Ostfreesland, welcher später zum Länderkampf Oldenburg-Ostfriesland wurde und noch heute ausgerichtet wird.
In den 1950er-Jahren wurde das aus Ostfriesland stammende Boßeln auch in Butjadingen immer populärer. Da im Klootschießen zumeist im 6:6-Mann oder 12:12-Mann geworfen wurde, beim Boßeln aber mit bis zu 24:24-Mann, schafften es meist nur die größeren Vereine zu überstehen, die kleineren Vereine verschwanden in relativ kurzer Zeit, da das Klootschießen immer mehr an Bedeutung verlor.
Trotzdem ist das Klootschießen bis heute noch sehr stark verbreitet im Kreis, es findet sogar eine eigene Klootpunktrunde statt.

## Spielbetrieb
Zur Saison 2011/2012 umfasst der kreisinterne Spielbetrieb 16 Ligen. In den Hauptklassen der Männer und Frauen besteht die Möglichkeit in den überregionalen Spielbetrieb des Landesverbandes Oldenburg aufzusteigen. In den Jugendligen werfen Jungen und Mädchen gemeinsam.
| Regionaler Spielbetrieb im Kreis | Regionaler Spielbetrieb im Kreis | Regionaler Spielbetrieb im Kreis | Regionaler Spielbetrieb im Kreis |
| -------------------------------- | -------------------------------- | -------------------------------- | -------------------------------- |
| Altersklasse                     | Liga                             | Anzahl Mannschaften              | Mannschaftsstärke                |
| Männer I                         | Kreisliga (mit Stadland)         | 8 Mannschaften                   | 16–20 Werfer                     |
| Männer I                         | Kreisklasse                      | 8 Mannschaften                   | 8–12 Werfer                      |
| Männer III                       | Kreisliga                        | 7 Mannschaften                   | 4–6 Werfer                       |
| Männer IV                        | Kreisliga Staffel A              | 5 Mannschaften                   | 4–6 Werfer                       |
| Männer IV                        | Kreisliga Staffel B              | 4 Mannschaften                   | 4–6 Werfer                       |
| Männer V                         | Kreisliga Staffel A              | 4 Mannschaften                   | 4–6 Werfer                       |
| Männer V                         | Kreisliga Staffel B              | 4 Mannschaften                   | 4–6 Werfer                       |
| Frauen I                         | Kreisliga                        | 7 Mannschaften                   | 8–10 Werferinnen                 |
| Frauen I                         | Kreisklasse                      | 7 Mannschaften                   | 4–6 Werferinnen                  |
| Frauen III                       | Kreisliga                        | 6 Mannschaften                   | 4–6 Werferinnen                  |
| A-Jugend                         | Kreisliga                        | 3 Mannschaften                   | 4–6 Werfer                       |
| B-Jugend                         | Kreisliga                        | 5 Mannschaften                   | 4–6 Werfer                       |
| C-Jugend                         | Kreisliga                        | 7 Mannschaften                   | 4–6 Werfer                       |
| D-Jugend                         | Kreisliga                        | 7 Mannschaften                   | 4–6 Werfer                       |
| E-Jugend                         | Kreisliga                        | 6 Mannschaften                   | 4–6 Werfer                       |
| F-Jugend                         | Kreisliga                        | 2 Mannschaften                   | 4–6 Werfer                       |

## Vereine
Die heute aktive Vereinsstruktur von 14 Vereinen besteht seit dem Anfang der 1970er-Jahre. Mit Ausnahme des KV Tettens sind ausschließlich die Vereine noch aktiv, die neben den Klootschießermannschaften auch Boßelmannschaften aufgestellt haben. Die meisten kleinen Vereine jedoch verschwanden nach dem ersten und nach dem Zweiten Weltkrieg (in denen das Klootschießen ruhte) oder im Zuge von diversen Vereinszusammenschlüssen.
| Vereine im Kreis | Vereine im Kreis                    | Vereine im Kreis                                                |
| ---------------- | ----------------------------------- | --------------------------------------------------------------- |
|                  | Vereinsname                         | Spielbetrieb Hauptklassen                                       |
| 1904-heute       | KBV Abbehausen                      | Männer: Bezirksklasse Süd/Ost Frauen: Kreisliga Butjadingen     |
| 1906-heute       | KV Blexen                           | Männer: Kreisliga Butjadingen Frauen: Kreisliga Butjadingen     |
| 1902-heute       | KBV Burhave                         | Männer: Kreisklasse Butjadingen Frauen: Kreisliga Butjadingen   |
| 1904-heute       | KV Esenshamm                        | Männer: Kreisliga Butjadingen Frauen: Bezirksliga Süd/Ost       |
| 1952-heute       | KBV Fedderwardersiel                | Männer: Kreisklasse Butjadingen Frauen: Kreisklasse Butjadingen |
| 1910-heute       | KV Nordenham                        | Männer: inaktiv Frauen: Kreisklasse Butjadingen                 |
| 1910-heute       | KBV Phiesewarden                    | Männer: Kreisliga Butjadingen Frauen: Kreisklasse Butjadingen   |
| 1957-heute       | KBV Reitland                        | Männer: Landesliga Oldenburg Frauen: Landesliga Oldenburg       |
| 1922-heute       | KBV Schweewarden                    | Männer: Bezirksliga Frauen: Bezirksliga Süd/Ost                 |
| 1908-heute       | KBV Seefeld                         | Männer: inaktiv Frauen: Kreisliga Butjadingen                   |
| 1900-heute       | KBV Stollhamm                       | Männer: Kreisklasse Butjadingen Frauen: Bezirksliga Süd/Ost     |
| 1921-heute       | KV Tettens                          | Männer: inaktiv Frauen: inaktiv                                 |
| 1951-heute       | KV Tossens                          | Männer: Kreisklasse Butjadingen Frauen: Kreisklasse Butjadingen |
| 1920-heute       | KBV Waddens                         | Männer: Bezirksklasse Süd/Ost Frauen: Bezirksliga Süd/Ost       |
| 1906–1960        | KV Eckwarden-Roddens                | Verein existiert nicht mehr                                     |
| 1906–1972        | KV Butenland                        | Ehemalige Vereinigung einiger Vereine                           |
| 1900–1910        | KV Nordenham Atens                  | Fusioniert mit KV Nordenham „Süd“ zu KV Nordenham               |
| 1900–1910        | KV Nordenham „Süd“                  | Fusioniert mit KV Nordenham Atens zu KV Nordenham               |
| 1906–1945        | KV Ruhwarden                        | Fusioniert mit KV Langwarden zu KV Ruhwarden-Langwarden         |
| 1906–1945        | KV Langwarden                       | Fusioniert mit KV Ruhwarden zu KV Ruhwarden-Langwarden          |
| 1945–1970        | KV Ruhwarden-Langwarden             | Verein existiert nicht mehr                                     |
| 1906–1939        | KV Eckwarderhörne                   | Verein existiert nicht mehr                                     |
| 1906–1939        | KV Seeverns                         | Verein existiert nicht mehr                                     |
| 1906–1918        | KV Stollhammer-Diek                 | Fusioniert mit KBV Stollhamm                                    |
| 1906–1918        | KV Iffens                           | Verein existiert nicht mehr                                     |
| 1912–1960        | BV „Stehe Fest“ Schweier-Außendeich | Verein existiert nicht mehr                                     |
| 1900–1928        | KV Einswarden                       | Fusioniert mit KV Blexen                                        |
| 1902–1906        | KV Butjadingen                      | Entfiel nach Gründung des Kreisverbandes                        |